# 民俗採集
民俗採集（みんぞくさいしゅう）とは、民俗資料の収集のために現地に直接足を運び、聞き書きや参与観察をおもにおこなう野外調査のこと。民俗採訪（みんぞくさいほう）、または単に民俗調査とも呼ぶ。

## 概略
民俗採集によって、さまざまな伝承が民俗資料として把握される。つまり、一定の地域、生活空間、生活集団において伝承されたさまざまな事象が研究対象として再発見され、再構成されて民俗誌として叙述される。そして、そこでは、採集した資料をもとに仮説を立て、検証する作業がおこなわれる。こうした作業は、個人によるものだけでなく、共同作業も多い。
民俗採集は、単に資料を採集し、仮説を立証していくという作業だけではない。他者を観察し、あるいは話者（情報提供者）から話を聞くことで、自己の相対化もなされる。その点で、民俗採集は体験に根ざした自己内省の場面ともなりうるのである。